# The Weeknd
Abel Makkonen Tesfaye (amárico:  አቤል መኮንን ተስፋዬ; Toronto, 16 de fevereiro de 1990), mais conhecido por seu nome artístico The Weeknd, é um cantor, compositor, ator e produtor musical canadense. 
Conhecido por sua versatilidade sonora e lirismo sombrio, suas músicas exploram temas de escapismo, romance e melancolia, e são frequentemente inspiradas em experiências pessoais. Ele ajudou a expandir a paleta musical do R&B, ao incorporar influências indie e de música eletrônica; seus trabalhos iniciais foram classificados como sendo R&B alternativo.
Em 2011, ele começou a disponibilizar anonimamente várias canções no YouTube sob o nome "The Weeknd" e lançou as aclamadas mixtapes House of Balloons, Thursday e Echoes of Silence. Suas mixtapes foram posteriormente remasterizadas e relançadas na coletânea Trilogy (2012).
O cantor já teve três álbuns de originais número 1 (Beauty Behind the Madness, em 2015; Starboy, em 2016; e After Hours, em 2020), um EP de originais número 1 (My Dear Melancholy, em 2018), dois álbuns de originais no número 2 (Kiss Land, em 2013; e Dawn FM, em 2022) e uma coletânea de canções número 1 (The Highlights, em 2021) na parada estadunidense Billboard 200. Seja como artista principal ou artista convidado, Tesfaye já teve dez canções que chegaram ao top 10 na Billboard Hot 100, incluindo as sete que chegaram à primeira posição  "Can't Feel My Face", "The Hills",, "Starboy", "Heartless" e "Blinding Lights", "Save Your Tears" (Ariana Grande Remix) (com Ariana Grande) e "Die For You" (Remix) (também com Ariana Grande). Em 2015, ele se tornou o primeiro artista a ocupar simultaneamente as três primeiras posições da parada estadunidense Billboard R&B Songs, com "Can't Feel My Face", "Earned It" e "The Hills".
Tesfaye já ganhou quatro prêmios Grammy - tendo deixado de submeter os seus trabalhos enquanto artista principal a partir da edição de 2021, depois de achar que o seu trabalho no ano anterior havia sido alvo de boicote por parte da The Recording Academy -, vinte e dois Billboard Music Awards, seis American Music Awards, vinte e dois Juno Awards, três MTV Video Music Awards e foi indicado a um Oscar. Ele já vendeu mais de 70 milhões de discos nos Estados Unidos, tornando-se um dos artistas de maior venda do mundo. Ele ganhou sete singles certificados com diamante da Recording Industry Association of America. "Blinding Lights" se tornou a música mais transmitida na história do Spotify, a música com melhor desempenho na história da Billboard Hot 100 e a música mais longa de um artista solo na Billboard Hot 100. Tesfaye foi listado pela Time como uma das pessoas mais influentes do mundo em 2020 e foi apelidado de "artista mais popular do mundo" pelo Guinness World Records em 2023. Para além deste, The Weeknd já quebrou outros seis recordes registrados pelo Guinness World Records, sendo que, à data de setembro de 2024, ainda detém quatro deles. Em 2024, a Billboard colocou The Weeknd no 18.º posto da seu top 25 das maiores estrelas pop do período 2000-2024.

## Infância e adolescência
Tesfaye nasceu em 16 de fevereiro de 1990, em Toronto, Ontário, Canadá. Criado em Scarborough, é de ascendência etíope; seus pais, Makkonen e Samra, emigraram da Etiópia na década de 1980. Tesfaye cresceu ouvindo uma variedade de gêneros musicais, incluindo soul, quiet storm, hip hop, funk, indie rock e pós-punk. Já que seu pai nunca estava por perto durante seu crescimento e sua mãe estava constantemente trabalhando, sua avó tomou conta dele na maioria de sua vida jovem, e por isso Tesfaye fala amárico fluentemente, tendo sido esse o primeiro idioma que aprendeu. Abel chegou a traficar drogas, como maconha, quando jovem, segundo o New York Times, mas por fim abandonou o crime para se dedicar à música.
Segundo Tesfaye, adotou seu nome artístico "The Weeknd" após sair do colégio aos 17 anos de idade e, junto com um colega de equipe, "saiu de casa em um fim de semana ("weekend", em inglês) e nunca voltou". A grafia do nome foi alterada para "The Weeknd" para evitar problemas de direitos autorais e marca registrada com uma banda canadense já existente e denominada "The Weekend".

## Carreira

### 2010—2011: Início de carreira emixtapes
Em Toronto, Tesfaye se encontrou com o produtor Jeremy Rose, que teve uma ideia para um projeto musical de R&B obscuro chamado "The Weeknd". Depois da tentativa frustrada de entoar a ideia para o músico Curtis Santiago, Rose tocou um de seus instrumentais para Tesfaye, que teve a ideia de improvisar (Freestyle) em cima do mesmo, e assim os dois começaram a trabalhar em um álbum. O produtor deixou Tesfaye ter a posse das faixas sob a condição de que ele receberia unicamente todo o crédito. Entretanto, em dezembro de 2010, Tesfaye fez upload de "What You Need", "Loft Music" e "The Morning" para o YouTube sob o codinome de "The Weeknd", mantendo sua verdadeira identidade no anonimato. As faixas receberam atenção através da comunicação oral e um blog no qual havia as canções lançadas pelo rapper torontense Drake, que também ajudou na expansão da popularidade de The Weeknd. Eles subsequentemente receberam cobertura de meios como a Pitchfork Media e o The New York Times.
No dia 21 de março de 2011, Tesfaye lançou gratuitamente a mixtapes de nove faixas House of Balloons através de seu website. Contava com produções de Illangelo e Doc McKinney, mas apesar de tudo, Rose não recebeu crédito pelas faixas. House of Balloons foi aclamado pela crítica e foi um dos dez indicados para o Polaris Music Prize de 2011.
Em julho do mesmo ano, The Weeknd embarcou em uma turnê e realizou sua primeira performance no Mod Club, em Toronto. A performance de uma hora e meia criou rumores sobre ele. Sua performance seguinte foi realizada no Molson Amphitheatre, também em Toronto. No dia 18 de agosto de 2011, The Weenkd lançou a sua segunda mixtape, Thursday. A sua terceira mixtape, Echoes of Silence, foi lançada em 21 de dezembro de 2011.

### 2012—2014:TrilogyeKiss Land

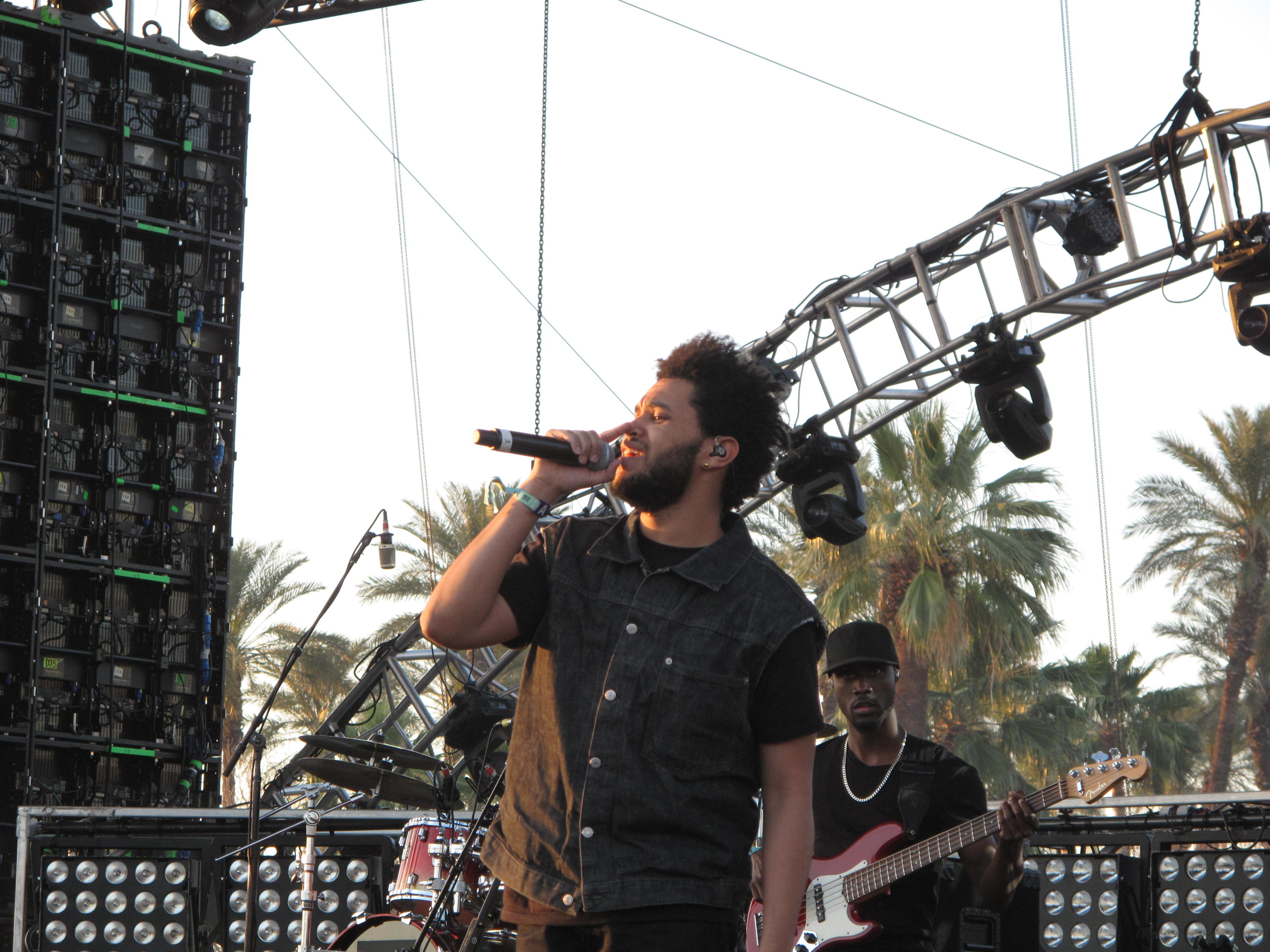
The Weeknd se apresentando no festival Coachella em 2012.

Em abril de 2012, The Weeknd iniciou sua primeira turnê pelos Estados Unidos, com uma apresentação no festival Coachella. A turnê culminou em Nova Iorque, com shows esgotados, que foram positivamente avaliados pela Rolling Stone. The Weeknd mais tarde expandiu sua turnê para a Europa, inicialmente apresentando-se em vários festivais europeus, incluindo os festivais Primavera Sound, em Portugal e Espanha, e o Wireless Festival em Londres, onde apresentou sua cover de "Dirty Diana", que recebeu respostas positivas de Katy Perry e Florence Welch, que notaram sua habilidade em interpretar uma canção complexa.
Em setembro de 2012, The Weeknd assinou com a Republic Records, em uma joint venture com seu próprio selo, XO. A compilação de suas mixtapes, intitulada Trilogy, foi lançada dois meses mais tarde, e consistia de várias versões remasterizadas das canções, assim como três canções adicionais. Também creditava Rose como produtor e compositor das três faixas de House of Balloons pelas quais ele inicialmente não recebeu crédito. Trilogy atingiu o quarto lugar na parada Billboard 200 dos Estados Unidos, vendendo 86 000 cópias em sua primeira semana de vendas. Também estreou em quinto lugar na Canadian Albums Chart, com vendas similares. Trilogy mais tarde recebeu o certificado de platina pela RIAA e de platina dupla pela Music Canada em maio de 2013. The Weeknd recebeu uma indicação para a votação do Sound of 2013 pela BBC uma semana depois.

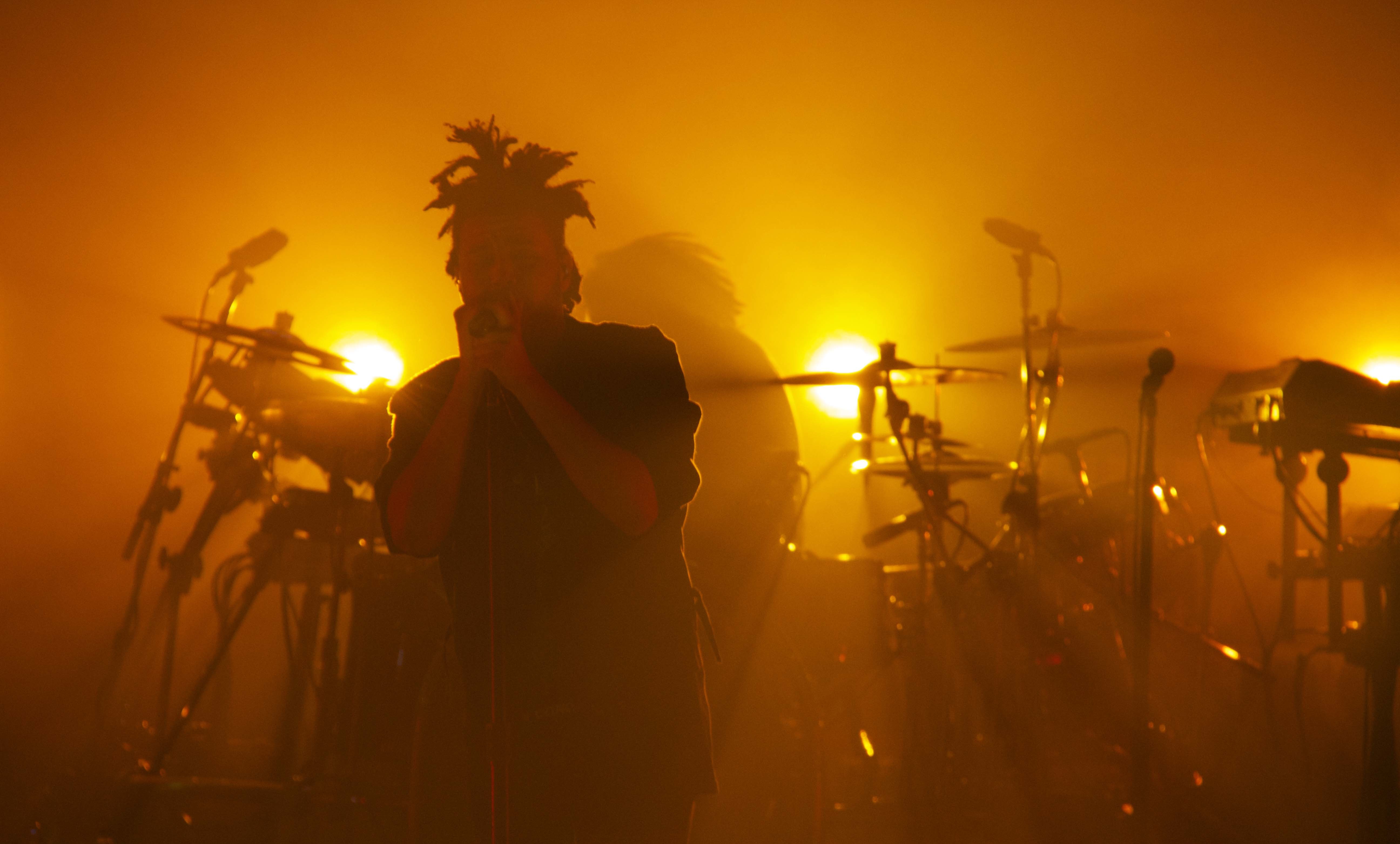
The Weeknd se apresentando em 2013.

Em 16 de maio de 2013, The Weeknd estreou a faixa-título de seu álbum de estreia, Kiss Land, e também anunciou que o álbum seria lançado em 10 de setembro desse mesmo ano. O álbum foi mais tarde promovido pelos singles "Belong to the World" e "Live For", com participação do rapper canadense Drake. The Weeknd começou a turnê The Fall uma semana antes do lançamento de Kiss Land. No seu lançamento, Kiss Land estreou em segundo lugar na parada americana Billboard 200, vendendo 96 000 cópias. Mais tarde foi confirmado que o álbum vendeu mais de 273 000 cópias nos EUA, recebendo geralmente avaliações positivas por parte da crítica especializada.
The Weeknd mais tarde apareceu na The 20/20 Experience World Tour, juntando-se ao ato principal, Justin Timberlake, por seis shows. Isso aconteceu três semanas antes de serem lançadas suas participações na trilha sonora de Jogos Vorazes: Em Chamas (2013), contribuindo com "Devil May Cry" e também participando em "Elastic Heart", de Sia. A última acabou sendo o segundo single da trilha sonora.
Em 2014, The Weeknd fez um remix de "Drunk in Love", um single de Beyoncé, de seu álbum epônimo. Mantendo o tema e o conceito da canção, ele retratou a sinopse a partir da perspectiva de um homem. O remix foi bem recebido, e veio dias antes do anúncio da primeira turnê de The Weeknd como artista principal, intitulada The King Of The Fall Tour. A turnê foi realizada nos Estados Unidos em setembro e outubro de 2014 e teve Schoolboy Q e Jhené Aiko como artistas de abertura. Isto antecedeu o lançamento de seu single "Often", levando a especulações de que este era o primeiro single de seu segundo álbum de estúdio.[carece de fontes?] A canção atingiu a décima quinta posição na parada americana Hot R&B/Hip-Hop Songs. The Weeknd mais tarde colaborou com Ariana Grande em um dueto chamado "Love Me Harder", que atingiu a sétima posição da parada americana Billboard Hot 100. Dias mais tarde, ele lançou "Earned It", um single da trilha sonora do filme 50 Tons de Cinza (2015). Esta foi sua segunda contribuição para um filme, e a canção foi um sucesso sem precedentes em sua carreira, atingindo a terceira posição da Billboard Hot 100.

### 2015—2016:Beauty Behind the Madness

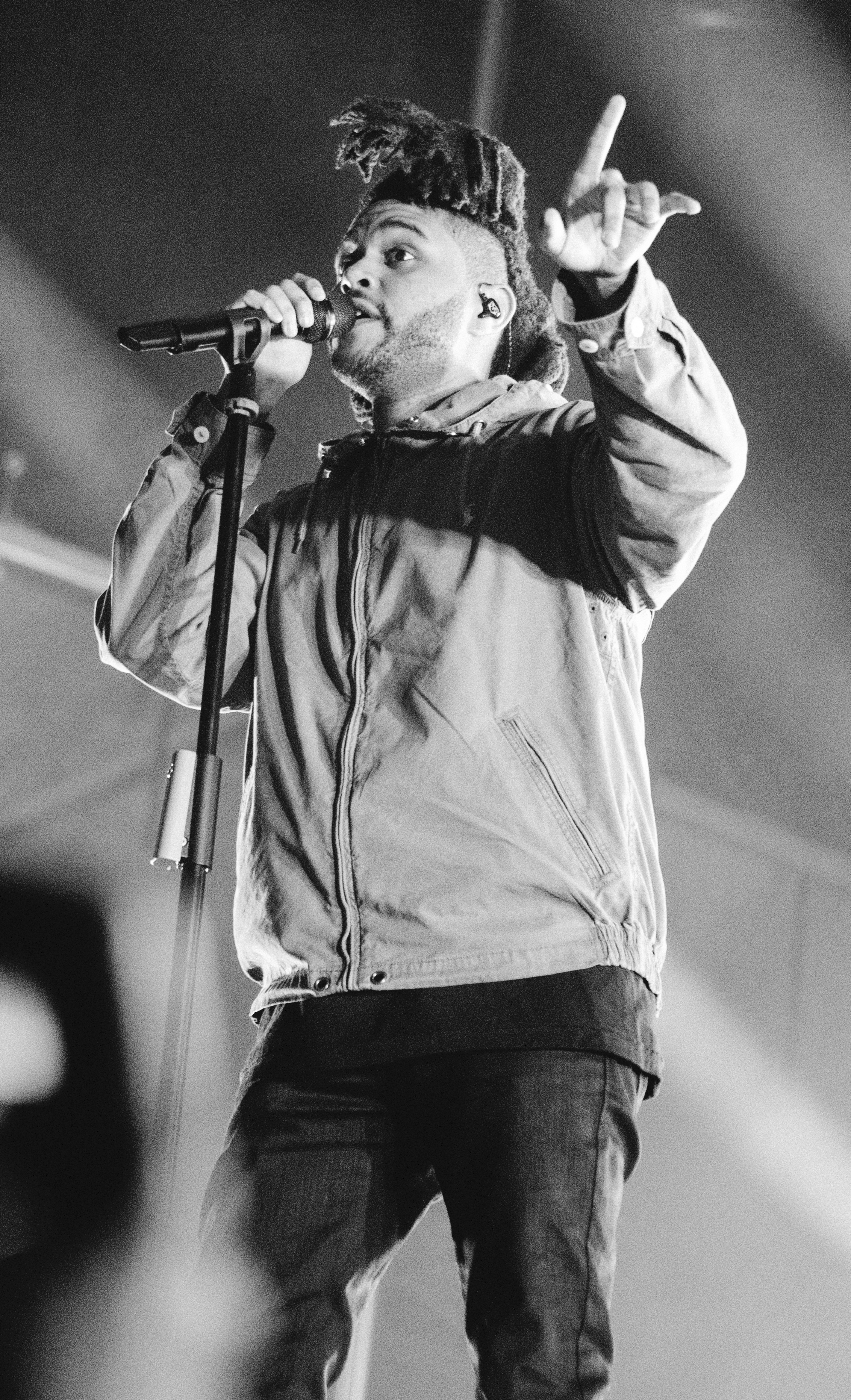
Tesfaye se apresentando no festival Bumbershoot 2015

Em junho de 2015, depois de ganhar o Prêmio Centric no BET Awards 2015, Tesfaye cantou "Earned It" com Alicia Keys, e estreou a canção "The Hills". "The Hills" foi posteriormente lançada em download digital, e estreou na vigésima posição na Billboard Hot 100, posteriormente chegando ao topo da parada, tornando-se a primeira canção de Tesfaye a alcançar tal feito. Em junho de 2019, o single recebeu certificado de platina pela Recording Industry Association of America (RIAA), posteriormente tornando-se a primeira gravação do cantor com certificação de diamante.
Em 8 de junho de 2015, Tesfaye foi revelado como uma das faces musicais do serviço de streaming da Apple Music, junto com seu frequente colaborador, o cantor Drake. No mesmo dia, "Can't Feel My Face", uma faixa anteriormente vazada na Internet, foi lançada como o terceiro single do álbum, após the Weeknd cantá-la na Apple Worldwide Developers Conference. A canção estreou na posição de número vinte e quatro na Billboard Hot 100, posteriormente vindo a alcançar o número um na parada, tornando-se o terceiro sucesso do cantor a chegar ao top 10, e seu segundo sucesso número um nos Estados Unidos. Em julho de 2015, The Weeknd ocupou simultaneamente as três primeiras posições na parada da Billboard Hot R&B Songs, com os singles mencionados acima, tornando-se o primeiro artista na história a conseguir tal feito. No mesmo mês, o cantor foi a atração principal do FVDED in the Park 2015, um festival de música em Surrey, Colúmbia Britânica, no Canadá. Em agosto de 2015, durante o MTV Video Music Awards de 2015, a Apple estreou um comercial promocional de duas partes com Tesfaye, contando ainda com a participação especial do ator John Travolta.
Beauty Behind the Madness, o segundo álbum de estúdio de the Weeknd, foi lançado em 28 de agosto de 2015, e estreou no topo da Billboard 200, angariando 412.000 unidades equivalentes de álbum em sua primeira semana. O álbum alcançou ainda o top 10 em mais de dez países, e a posição de número um no Canadá, Austrália, Noruega e Reino Unido. Beauty Behind the Madness foi promovido com Tesfaye sendo a atração principal de vários festivais de música, incluindo o Lollapalooza, o Hard Summer Music Festival, e o Bumbershoot Festival; e com a turnê The Madness Fall Tour, a primeira turnê do cantor em grande escala pelos Estados Unidos, a qual teve início em novembro de 2015 e terminou em dezembro do mesmo ano.
Em 8 de setembro de 2015, Tesfaye tornou-se o primeiro cantor a ocupar simultaneamente dois lugares do top 3 na parada Hot 100 da Billboard. Em 10 de outubro de 2015, Tesfaye participou do programa Saturday Night Live, junto da atriz Amy Schumer, e atuou como convidado musical, cantando "The Hills", com Nicki Minaj, e "Can't Feel My Face". Esta foi sua primeira apresentação no programa como artista solo, tendo se apresentado em 2014, quando cantou "Love Me Harder" com Ariana Grande. Beauty Behind the Madness recebeu certificação de platina dupla nos EUA, e vendeu 1,5 milhão de cópias em todo o mundo; além disso, foi o álbum com mais streamings em 2015, totalizando mais de 60 milhões, e configurou em várias listas de álbuns do ano.
Em 1 de março de 2016, depois de participar em múltiplas colaborações musicais com Belly, Meek Mill, e Travis Scott, Tesfaye participou de "Low Life", o single de platina triplo do quarto álbum de estúdio do rapper Future, Evol (2016).

### 2016—2018:StarboyeMy Dear Melancholy,
Em 31 de janeiro de 2018, a gravadora Top Dawg Entertainment revelou a lista de faixas completa do álbum da trilha sonora de Black Panther, com curadoria de Kendrick Lamar, e que conta com The Weeknd em uma das faixas, "Pray for Me". Em 2 de fevereiro de 2018, a canção foi lançada como o terceiro single da trilha sonora. Esta foi a segunda colaboração entre Tesfaye e Lamar, com a primeira tendo sido canção "Sidewalks", do álbum Starboy. Em setembro de 2016, Tesfaye anunciou que seu terceiro álbum de estúdio, Starboy, seria lançado em 25 de novembro e incluía colaborações com a dupla francesa de música eletrônica Daft Punk. Ele lançou a faixa-título do álbum, que contou com a dupla em 21 de setembro.  A música estreou no número 40 na Billboard Hot 100, e alcançou o número um, tornando-se o terceiro single número um de Tesfaye.  Em março de 2023, a música foi certificada como Diamante pela RIAA. Sua segunda colaboração, "I Feel It Coming" foi lançada em 24 de novembro. O single alcançou o número quatro na Billboard Hot 100. Em 1º de outubro, Tesfaye fez uma segunda aparição no Saturday Night Live como convidado musical. Durante o show, ele cantou "Starboy" e "False Alarm".  Em 23 de novembro, ele lançou o curta-metragem M A N I A. Dirigido por Grant Singe, contou com trechos do álbum, incluindo trechos de "All I Know" com Future, "Sidewalks" com Kendrick Lamar, "Secrets" e "Die for You.  Após o lançamento, o álbum estreou em primeiro lugar na Billboard 200 dos EUA com 348.000 unidades, tornando-se o segundo álbum número um consecutivo de Tesfaye. 
Em 27 de março de 2018, The Weeknd disponibilizou um teaser de um novo lançamento oficial em um post em seu Instagram. Em 29 de março de 2018, um outdoor apareceu em Londres, Inglaterra, promovendo um possível álbum intitulado My Dear Melancholy, e no mesmo dia o projeto foi oficialmente anunciado. Em 30 de março de 2018, o extended play My Dear Melancholy, foi lançado. Em 6 de abril, Tesfaye lançou o single principal do EP "Call Out My Name", que alcançou o número quatro na Billboard Hot 100.
Em 6 de junho de 2018, The Weeknd anunciou pelas redes sociais seu novo programa de rádio denominado Memento Mori, onde ele e seus convidados tocam uma playlist de músicas que os inspiram. O nome Memento Mori vem do latim significando "Lembre-se da Morte", e segue tendo esse tema sombrio, inclusive no Instagram oficial do programa onde é postado pequenos vídeos de terror (tema que The Weeknd é fã, e que inclusive esteve presente no álbum Kiss Land).

### 2019—2020:After Hours e rompimento com o Grammy
Em janeiro de 2019, Tesfaye e o produtor francês Gesaffelstein, que anteriormente trabalhara com Tesfaye no EP My Dear Melancholy, lançaram "Lost in the Fire", o segundo single do segundo álbum de estúdio de Gesaffelstein, Hyperion. Em 18 de abril de 2019, Tesfaye lançou a canção "Power Is Power" com SZA e Travis Scott, que faz parte de For the Throne: Music Inspired by the HBO Series Game of Thrones (2019), uma trilha sonora inspirada no programa de televisão Game of Thrones, do qual Tesfaye é fã. Em 5 de maio, Tesfaye, SZA e Travis Scott lançaram o videoclipe de sua faixa inspirada em Game of Thrones.
Em 24 de novembro de 2019, "Blinding Lights", o principal single do quarto álbum de estúdio de The Weeknd, After Hours (2020), foi anunciado através de um comercial da Mercedes-Benz na televisão alemã. No dia seguinte, surgiram imagens de um videoclipe sendo filmado na rua Fremont Street, localizada em Las Vegas, Nevada, nos Estados unidos.
Em promoção ao então futuro álbum, foi lançado o episódio sete do programa de rádio Memento Mori Beats 1, do empresário de the Weeknd, Amir Esmailian, em 27 de novembro de 2019. O single "Heartless" estreou em 32º lugar na Billboard Hot 100, e na semana seguinte tornou-se seu quarto single número um na parada. O segundo single, "Blinding Lights", estreou na posição de número 11 na Billboard Hot 100 na mesma semana que "Heartless" chegou ao topo, então caiu para a 52ª posição, em sua segunda semana na parada, e alcançou a posição de número número um em 4 de abril de 2020. Em 19 de fevereiro de 2020, Tesfaye revelou o título do álbum, After Hours, sua data de lançamento, 20 de março de 2020, e lançou a faixa-título do álbum como um single promocional simultaneamente.
Em 7 de março de 2020, Tesfaye participou do programa Saturday Night Live, cantando "Blinding Lights" e a inédita "Scared to Live". O álbum foi lançado em 20 de março de 2020, contendo os singles "Heartless", "Blinding Lights" e "In Your Eyes". O álbum estreou no topo da Billboard 200, angariando 444 000 unidades equivalentes ao álbum, das quais 275.000 foram em vendas puras. Em 29 de março de 2020, Tesfaye anunciou o lançamento de mais três canções inéditas: "Nothing Compares", "Missed You" e "Final Lullaby". Na primeira semana do álbum nas paradas, Tesfaye tornou-se o primeiro artista da história a liderar as paradas Billboard 200, Billboard Hot 100, Billboard Artist 100, Hot 100 Songwriters e Hot 100 Producers simultaneamente. After Hours teve uma segunda semana consecutiva como número um na parada Hot 100 Songwriters, em abril de 2020, devido a cinco canções estarem na Billboard Hot 100 (singles), todas as quais ele coescreveu e coproduziu.
Em 23 de março de 2020, uma edição deluxe do álbum, contendo cinco remixes, foi lançada sem aviso prévio. Em 30 de março de 2020, no aniversário de dois anos de My Dear Melancholy, foi lançada uma versão atualizada da edição deluxe de After Hours, contendo três novas faixas bônus. Em 7 de agosto de 2020, o falecido rapper e cantor estadunidense Juice Wrld lançou "Smile" como single, o qual conta com a participação de Tesfaye. Três semanas depois, em 28 de agosto, ele lançou o single "Over Now" com o DJ e produtor escocês Calvin Harris. Após seis anos, Tesfaye trabalhou novamente com Ariana Grande na canção chamada "Off the Table", lançada em 30 de outubro de 2020, e presente no sexto álbum de estúdio da cantora, Positions (2020). No mesmo dia, foi lançado o nono álbum de estúdio do produtor estadunidense de música eletrônica Daniel Lopatin, Magic Oneohtrix Point Never, contando com vocais de Tesfaye na faixa "No Nightmares". O cantor também atuou como produtor executivo do álbum junto com Lopatin. Em 5 de novembro de 2020, Maluma lançou o remix de "Hawái", com a participação de Tesfaye. O cantor também estreou três apresentações ao vivo na plataforma Vevo em novembro de 2020, e se apresentou no evento virtual Jingle Ball da iHeartRadio, em 10 de dezembro de 2020.
Amplamente esperado que recebesse várias indicações por After Hours, Tesfaye foi excluído de qualquer indicação no Grammy Awards de 2021. Tesfaye criticou a The Recording Academy, através de mídia social, alegando corrupção. Surgiram especulações de que o anúncio de sua futura apresentação no Super Bowl LV halftime show, bem como a discrepância de ser indicado como música pop em vez de R&B contribuíram para a rejeição. Em resposta à controvérsia, o presidente interino da Academia, Harvey Mason Jr., emitiu uma declaração:
Entendemos que the Weeknd esteja decepcionada por não ter sido indicado. Fiquei surpreso e consigo empatizar com o que ele está sentindo. Sua música este ano foi excelente, e suas contribuições à comunidade musical e ao mundo em geral são dignas da admiração de todos. Ficamos emocionados quando descobrimos que ele se apresentaria no próximo Super Bowl e teríamos adorado tê-lo também no palco do Grammy no fim de semana anterior. Infelizmente, a cada ano, há menos indicações do que o número de artistas merecedores. Mas como a única premiação musical votada por colegas, continuaremos a reconhecer e celebrar a excelência na música, enquanto iluminamos os muitos artistas incríveis que compõem nossa comunidade global. Para ser claro, a votação em todas as categorias terminara bem antes da apresentação de the Weeknd no Super Bowl ser anunciada, então de forma alguma poderia ter afetado o processo de indicação. Todos os indicados ao Grammy são reconhecidos pelo corpo de votação por sua excelência, e parabenizamos a todos eles.
Em janeiro de 2021, Tesfaye respondeu dizendo que seus Grammies anteriores não têm mais valor algum para ele. Apesar da Recording Academy anunciar a eliminação dos comitês privados de indicação, Tesfaye disse que, avançando com sua carreira, ele impedirá que sua gravadora submeta seu trabalho à Recording Academy.

### 2021—2023:Dawn FMeThe Idol
Em 5 de fevereiro de 2021, Tesfaye lançou seu segundo álbum de grandes sucessos, The Highlights. O álbum estreou em segundo lugar na Billboard 200, tornando-se o álbum de compilação de maior sucesso de Tesfaye, e a maior estreia, na primeira semana, de um álbum de grandes sucessos desde o álbum de Blake Shelton Fully Loaded: God's Country, lançado em 2019.

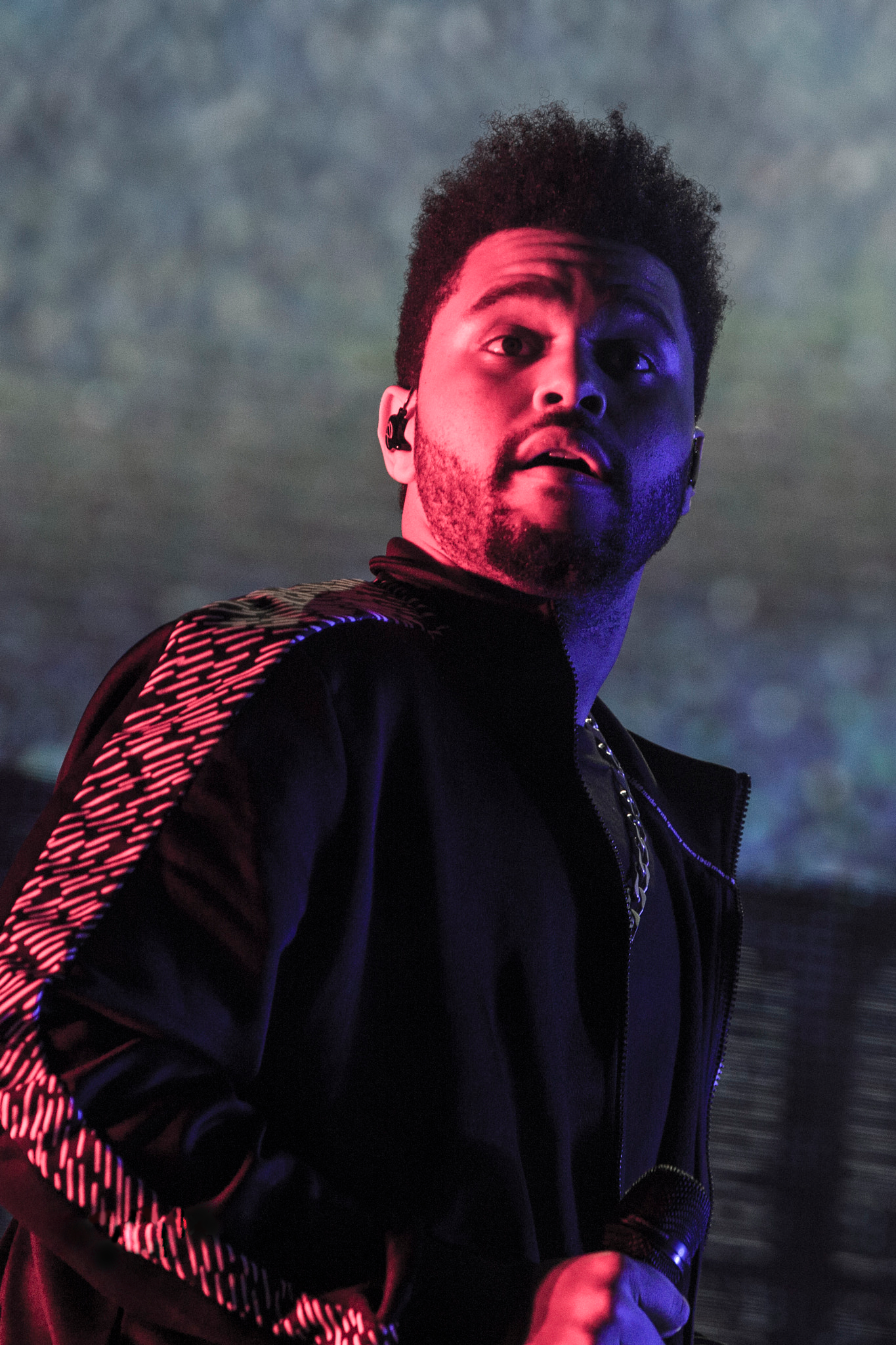
Weeknd em 2022

Tesfaye estrelou o Super Bowl LV halftime show em 7 de fevereiro de 2021, tornando-se o primeiro artista solo canadense a ser a atração do evento. Estima-se que o cantor tenha gasto US$ 7 milhões de seu próprio bolso na apresentação, entretanto, as críticas da apresentação foram mistas. Isso pode ter sido devido à qualidade do microfone, e ao áudio da apresentação ao vivo. A apresentação resultou em uma onda de streamings e downloads do álbum After Hours, bem como das outras sete canções que the Weeknd cantou, além de resultar em um aumento nas vendas de ingressos de sua próxima turnê The After Hours Tour, que está programada para começar em janeiro de 2022. A apresentação no Super Bowl ganhou três indicações no Primetime Emmy Awards de 2021: Melhor Especial de Variedades (ao vivo), Melhor Design de Iluminação/Direção de Iluminação em um Especial de Variedades, e Melhor Direção Técnica, Trabalho de Câmera, Controle de Vídeo em um Especial.
Em março de 2021, Tesfaye relançou sua mixtape de estreia, House of Balloons, em sua forma autêntica com as mixagens e samples originais, para celebrar o décimo aniversário de seu lançamento. Em maio de 2021, Tesfaye começou a disponibilizar teasers de música nova. Em 4 de maio, durante uma entrevista à Variety, ele disse: "Se o último álbum é o After Hours da noite, então The Dawn está chegando". Em 13 de maio, ele continuou a dar pistas de The Dawn com uma legenda no Instagram, "The Dawn is Coming...".
Em 11 de maio, Tesfaye cantou "Save Your Tears" no Brit Awards de 2021. Ele também aceitou seu primeiro prêmio Brit Award de Cantor Internacional, que foi apresentado a ele pela ex-primeira-dama dos Estados Unidos, Michelle Obama. Em 24 de maio, Tesfaye cantou "Save Your Tears" no Billboard Music Awards de 2021, no qual estava indicado a um recorde de 16 prêmios, dos quais ganhou 10, incluindo Melhor Artista e Melhor Canção da Hot 100. Ao aceitar seus prêmios, Tesfaye voltou a soltar teaser de nova música, dizendo "o After Hours acabou, e The Dawn está chegando". Em 28 de maio, Tesfaye cantou o remix de "Save Your Tears" com Ariana Grande no iHeartRadio Music Awards de 2021. Em 25 de junho de 2021, a rapper e cantora Doja Cat lançou o single "You Right", de seu álbum Planet Her (2021), que conta com a participação de Tesfaye, e o videoclipe da canção estreou no YouTube no mesmo dia. Em 19 de julho, o rapper Belly anunciou seu single "Better Believe", com a participação de Tesfaye e Young Thug, presente em seu futuro álbum See You Next Wednesday. A canção foi lançada em 22 de julho junto com seu videoclipe.
Em 2 de agosto de 2021, Tesfaye lançou um trecho de seu próximo projeto nas plataformas de mídia social com a frase "take my breath" encerrando o teaser. Mais tarde naquele dia, o cantor saiu na capa da edição de setembro de 2021 da revista GQ, marcando a primeira publicação global da revista. Posteriormente, em colaboração com a NBC Sports e as Olimpíadas de Tóquio de 2020, Tesfaye anunciou seu novo single "Take My Breath", o qual foi lançado em 6 de agosto. O anúncio do single foi seguido por um vídeo promocional com as atletas de corrida com obstáculos Sydney McLaughlin e Dalilah Muhammad, a atleta de corrida de 800 metros Athing Mu, e a corredora Gabrielle Thomas. Mais tarde naquele mês, Tesfaye apareceu no décimo álbum de estúdio de Kanye West, Donda, cantando na canção "Hurricane.
Tesfaye lançou seu quinto álbum de estúdio Dawn FM em 7 de janeiro de 2022.  Após o lançamento, o álbum estreou no número dois na Billboard 200 com 148.000 unidades, marcando a oitava entrada de Tesfaye entre os dez primeiros e seu segundo álbum não consecutivo a estrear no número dois.   Ele também quebrou o recorde de mais entradas simultâneas para um solista masculino na Billboard Global 200, com vinte e quatro músicas na parada. Além de "Take My Breath", Dawn FM foi apoiada pelos singles "Sacrifice" e "Out of Time". Em 26 de fevereiro, Tesfaye estreou The Dawn FM Experience, um especial de música para televisão em parceria com o Amazon Prime Video. Tesfaye apareceu na música "Creepin''" do álbum de Metro Boomin, Heroes & Villains, em 2 de dezembro de 2022.  Sua música "Nothing Is Lost (You Give Me Strength)", feita para o filme Avatar: O Caminho da Água, foi lançada em 16 de dezembro de 2022.

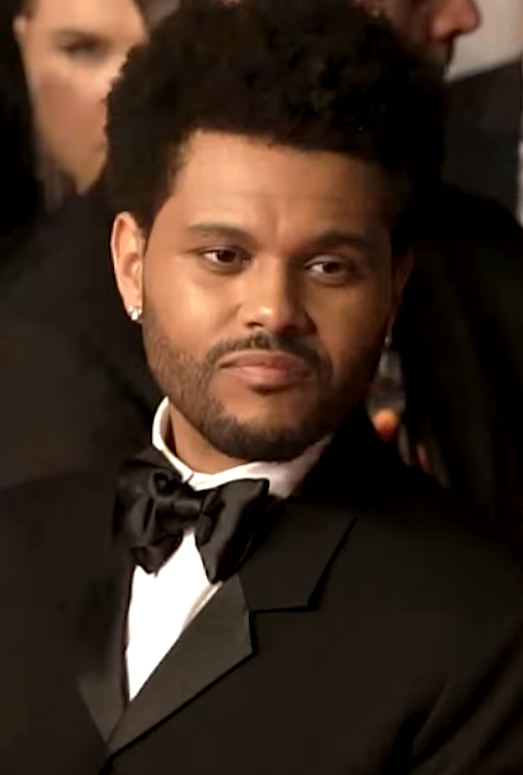
The Weeknd no Festival de Cannes em 2023

The Weeknd foi um dos criadores a série dramática da HBO, The Idol com Sam Levinson, e estrela o show ao lado de Lily-Rose Depp. A série estreou no Festival de Cinema de Cannes de 2023 fora de competição, onde recebeu controvérsia significativa por sua representação gráfica de nudez na tela e conteúdo sexual. A série estreou com críticas negativas generalizadas dos críticos. Em 28 de agosto de 2023, a HBO anunciou que havia cancelado The Idol após uma temporada.
Em 8 de junho de 2023, The Weeknd anunciou uma série de EPs com músicas do The Idol. Originalmente concebido como um álbum de trilha sonora, cada EP foi lançado após a estreia de cada episódio do programa, que contou com colaborações com Future, Playboi Carti, Madonna, Lil Baby, Lily-Rose Depp e Jennie do grupo feminino sul-coreano Blackpink.

### 2024:Hurry Up Tomorrow
Tesfaye comentou pela primeira vez a notícia de um álbum seguinte de Dawn FM em 2022, dizendo a seus fãs: “Me pergunto… vocês sabiam que estão experimentando uma nova trilogia?” através do Twitter. Em 8 de janeiro de 2024, ele fomentou ainda mais um próximo álbum, postando fotos de seus dois últimos álbuns e um ponto de interrogação em suas redes sociais. Em 22 de março de 2024, ele apareceu na faixa "Young Metro", do álbum colaborativo de Future e Metro Boomin, We Don't Trust You, bem como em várias faixas do álbum We Still Don't Trust You de Future e Metro Boomin.
Em 17 de julho de 2024, Tesfaye anunciou um show de uma noite em São Paulo, Brasil, marcado para 7 de setembro de 2024. Ele anunciou o título de seu futuro sexto álbum, Hurry Up Tomorrow, três dias antes do show.

## Estilo Artístico

### Influências
Tesfaye cita Michael Jackson, Prince e R. Kelly como suas principais inspirações musicais. Ele atribuiu a música de Jackson como a chave para estimulá-lo a ser um cantor, referenciando a letra de "Dirty Diana" como um exemplo. Seu estilo vocal foi influenciado por cantores etíopes como Aster Aweke. Ele cresceu ouvindo uma variedade de gêneros musicais, incluindo soul, hip hop, funk, indie rock e pós-punk. Tesfaye é fortemente influenciado pela música dos anos 1980 e credita o videogame Grand Theft Auto: Vice City (2002) por "abrir [seus] olhos" para a música daquela época". Tesfaye nomeou Deftones como uma de suas influências durante a produção de House of Balloons, Thursday e Echoes of Silence. Ele também citou Lana Del Rey, David Bowie, The Smiths, Bad Brains, Talking Heads, DeBarge, 50 Cent, Wu-Tang Clan e Eminem como influências e inspirações. Quando a dupla Daft Punk anunciou sua separação, em 2021, Tesfaye os elogiou durante uma entrevista à Variety, dizendo: "Esses caras são uma das razões pelas quais eu faço música, então não posso nem compará-los com outras pessoas.

### Características
Tesfaye costuma cantar em um registro de falsete.  J. D. Considine acha a "qualidade trêmula" de seu canto semelhante à de Michael Jackson. Tesfaye possui um amplo alcance vocal de tenor lírico leve, que se estende por mais de três oitavas.
A discografia de Tesfaye abrange os gêneros pop, R&B, hip hop, dance, música alternativa e new wave. Seu trabalho é geralmente categorizado como R&B alternativo, devido às suas contribuições na ampliação da paleta musical do gênero para incorporar estilos indie e eletrônicos. Mistry escreve que ele "será obsequiosamente elogiado como o futuro da música R&B, porque Tesfaye é um cantor negro, não porque ele está fazendo R&B quantificável e canônico. As três mixtapes de Tesfaye; House of Balloons, Thursday e Echoes of Silence, são projetos de R&B alternativo que se baseiam no Dream pop, Pós-punk e Trip hop, entre outros. Seu primeiro álbum de estúdio, Kiss Land, é categorizado como R&B contemporâneo e Dark wave. Seus três álbuns seguintes, Beauty Behind the Madness, Starboy e After Hours, são considerados R&B e pop; com Starboy utilizando influências pesadas de trap e After Hours com influências de new wave e dream pop. O quinto álbum de estúdio de Tesfaye, Dawn FM, explora os gêneros dance-pop e synth-pop. 

### Impacto
The Weeknd recebeu elogios de muitos artistas musicais. O artista veterano Babyface, que falou positivamente sobre The Weeknd, afirmou: "Eu amo The Weeknd, no sentido em que, com quem quer que seja que ele está trabalhando, ele mistura R&B com outras coisas e consegue resultados fantásticos". Babyface afirmou também sobre o torontense que "é promissor no sentido em que eu acho que há outros desconhecidos que virão para à frente e voltarão a ser músicos. Eu acho que mais do que qualquer coisa, do que eu sinto falta é os músicos que fazem parte do processo". Durante sua 2ª Annual OVO Fest, em 2011, o rapper e cantor Drake expressou seus pensamentos sobre The Weeknd em entrevista à Billboard. "Ele é um dos maiores artistas que já ouvi", disse Drake. "Ouvir alguém com um corpo incrível de trabalho é muito raro. É muito inspirador. Formamos a OVOXO, que se está assumindo agora. Estou orgulhoso dele. Ele trabalha duro. É uma pessoa incrível, ele se tornou um amigo muito próximo de mim". Nick Jonas creditou The Weeknd como uma das influências para seu segundo álbum solo, em entrevista à Fuse.

## Vida Pessoal
Tesfaye prefere manter sua vida pessoal fora dos olhos do público. No início de sua carreira, ele se absteve de participar de entrevistas e, em vez disso, optou por se comunicar via Twitter, o que atribuiu à timidez e inseguranças.  Ele prefere ser entrevistado apenas em raras situações.
De abril de 2015 a agosto de 2019, Tesfaye teve um relacionamento intermitente com a modelo americana Bella Hadid. Ela estrelou o videoclipe de seu single "In the Night" em dezembro de 2015.  Ele namorou a cantora e atriz americana Selena Gomez de janeiro a outubro de 2017.   Ambos os relacionamentos receberam ampla atenção da mídia e foram tema de especulação dos tabloides.  Tesfaye está em um relacionamento com o disc jockey saudita Simi Khadra desde fevereiro de 2022; notaram que, ao contrário de seus romances anteriores, ele manteve seu relacionamento com Khadra privado da imprensa.
The Weeknd foi associado ao uso de drogas desde o inicio de sua carreira, incluindo referencias sobre o uso em suas canções. Em agosto de 2021, durante uma reportagem de capa da GQ, ele se descreveu como "sóbrio leve", o que significa que parou de usar drogas, com exceção da maconha. Ele também observou que bebe álcool ocasionalmente, afirmando: "Não bebo muito, não tanto quanto costumava ser. O romance da bebida não existe.
Em janeiro de 2015, Tesfaye foi preso por supostamente socar um policial em Las Vegas depois de ser levado para um elevador para separar uma briga.   Ele não contestou e foi condenado a completar cinquenta horas de serviço comunitário.
Em 4 de abril de 2021, Tesfaye anunciou uma doação de US$ 1.000.000 por meio do Programa Mundial de Alimentos (PAM), das Nações Unidas, para os esforços de socorro às pessoas afetadas pela Guerra do Tigré, na Etiópia. Em 9 de junho, ele se reuniu com a administradora da Agência dos Estados Unidos para o Desenvolvimento Internacional, Samantha Power, para discutir a crise humanitária da Guerra de Tigré. Tesfaye foi nomeado Embaixador da Boa Vontade da ONU para o Programa Mundial de Alimentos em 7 de outubro.

## Discografia
- Kiss Land (2013)
- Beauty Behind the Madness (2015)
- Starboy (2016)
- After Hours (2020)
- Dawn FM (2022)
- Hurry Up Tomorrow (2024)

## Filmografia
- Michael Jackson's Journey from Motown to Off the Wall (2016)
- Uncut Gems (2019)
- The Show (2021)
- Live at SoFi Stadium (2023)
- The Idol (2023)
- Hurry Up Tomorrow (2025)

## Turnês
- The Weeknd International Tour (Primavera 2012)[152]
- The Weeknd Fall Tour (2012)[153]
- The Weeknd Kiss Land Fall Tour (2013)[154]
- King of the Fall Tour (2014)[155]
- The Madness Fall Tour (2015)[156]
- Starboy: Legend of the Fall Tour (2017)[157]
- After Hours til Dawn Stadium Tour (2022-presente)

Em colaboração
- Ceremonials Tour (com Florence and the Machine) (2012)[158]
- The 20/20 Experience World Tour (com Justin Timberlake) (2013)[159]
- Would You Like a Tour? (com Drake) (2014)[160]